# U-matic

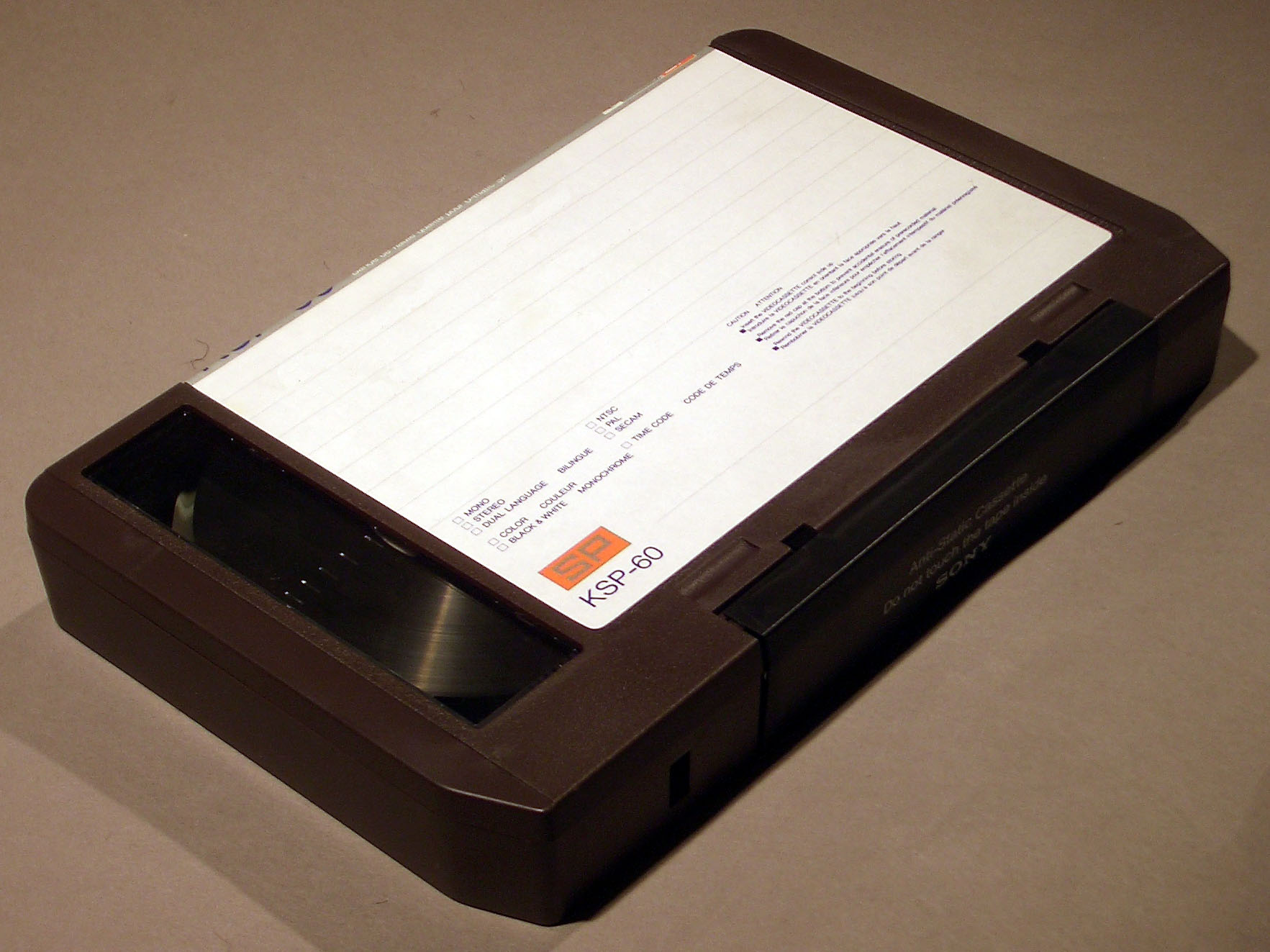

U-matic (유매틱)은 1969년 10월 SONY사에서 처음 시제품으로 출시되고 1971년 9월에 출시된 아날로그 비디오 녹화 포맷이다. 당시 오픈 릴 형식의 제품과 다르게 U-matic은 카세트에 넣어진 최초의 비디오 테이프 포맷이였으며, reel-to-reel과 오픈 릴 형식을 지원한다. reel-to-reel 형식의 U-matic을 재생할 경우, 한쪽 테이프는 시계 방향으로, 다른 쪽 테이프는 시계 반대 방향으로 돌게 된다.
출시 당시 SONY는 일반 사용자 시장에 이 제품을 선보였으나, 높은 가격으로 인해 실패하였다. 그러나 U-matic은 방송업계에서 성공하였고, SONY는 이들 시장으로 마케팅을 지속하게 되었다.